# Motivation (сингл Sum 41)
Motivation третій сингл з альбому «All Killer No Filler» канадської панк-групи Sum 41. Грег Норі з'являється на бек-вокалі.

## Пісня в масовій культурі
- В телесеріалі Таємниці Смолвіля в серії «Hothead» та в Малкольм у центрі уваги в серії «Reese Drives».
- Motivation грала на початку домашніх ігор хокейної команди Детройт Ред-Вінгс в 2003 році.

## Список пісень

### Звичайна версія
1. «Motivation»
2. «Machine Gun» (live)
3. «Crazy Amanda Bunkface» (live)
4. «Pain for Pleasure» (live)

### Спеціальне видання
1. Motivation
2. All She's Got (Live)
3. Crazy Amanda Bunkface (Live)
4. What We're All About (Live)

## Позиції в чартах
- #24 (США) (US Modern Rock)
- #21 (Велика Британія)

## Виконавці
- Деррік «Bizzy D» Уіблі — гітара, вокал
- Дейв «Brownsound» Бекш (Dave Baksh) — гітара, бек-вокал
- Джейсон «Cone» МакКеслін — бас-гітара, бек-вокал
- Стів «Stevo32» Джокс — ударні, бек-вокал

## Чарти
| Чарт (2002)                  | Пікова позиція |
| ---------------------------- | -------------- |
| Billboard Modern Rock Tracks | 24             |
| UK Singles Chart             | 21             |